# Histoire du Kenya pendant la Seconde Guerre mondiale

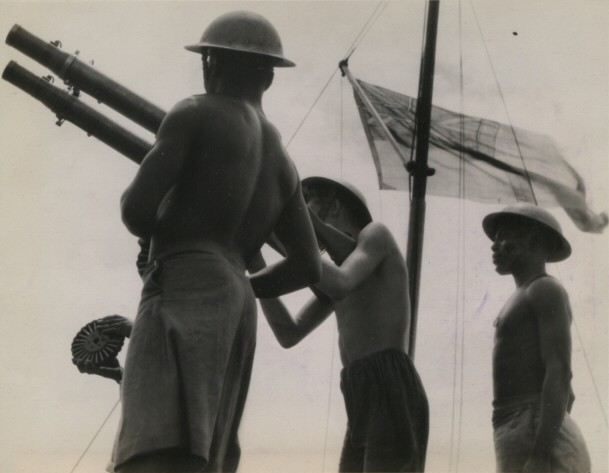
Marins kényans à bord d'un dragueur de mines de la Marine royale britannique, 1945.

L'implication de la colonie britannique du Kenya dans la Seconde Guerre mondiale (en swahili: Vita Kuu ya Pili ya Dunia) commença avec la déclaration de guerre à l'Allemagne nazie par l'Empire britannique en septembre 1939. Bien que seuls des combats minimes se produisirent au Kenya même, le pays resta un atout économique important pour les Alliés et contribua également à fournir un nombre important de soldats pour combattre dans l'armée britannique.

## Déclenchement de la guerre
Le Kenya bordait l’Afrique orientale italienne au nord, et au début de la guerre, on craignait que l'armée italienne, beaucoup plus forte, avancerait vers le Kenya comme elle l'avait fait en Somalie britannique. Les King's African Rifles (fusiliers africains du roi - KAR), responsables de la défense de l'ensemble de l’Afrique de l'est britanniques en Afrique avec le Somaliland Camel Corps (Corps chamelier du Somaliland) et les Forces de défense soudanaises, ne disposaient que de 2 900 hommes en 1939, à comparer aux 250 000 hommes des troupes coloniales italiennes dans la région. Une sécheresse en 1939-1940 et les mauvaises récoltes qui s’ensuivirent, connue à l'époque sous le nom de « famine des Italiens », encouragea également les Kényans de la région agricole de l’Akamba, dans l'est du Kenya, qui n’avaient, par tradition, pas rejoint l'armée en grand nombre, à s’enrôler. Les étrangers ennemis de la colonie furent internés ou placés sous surveillance.

## Implication militaire

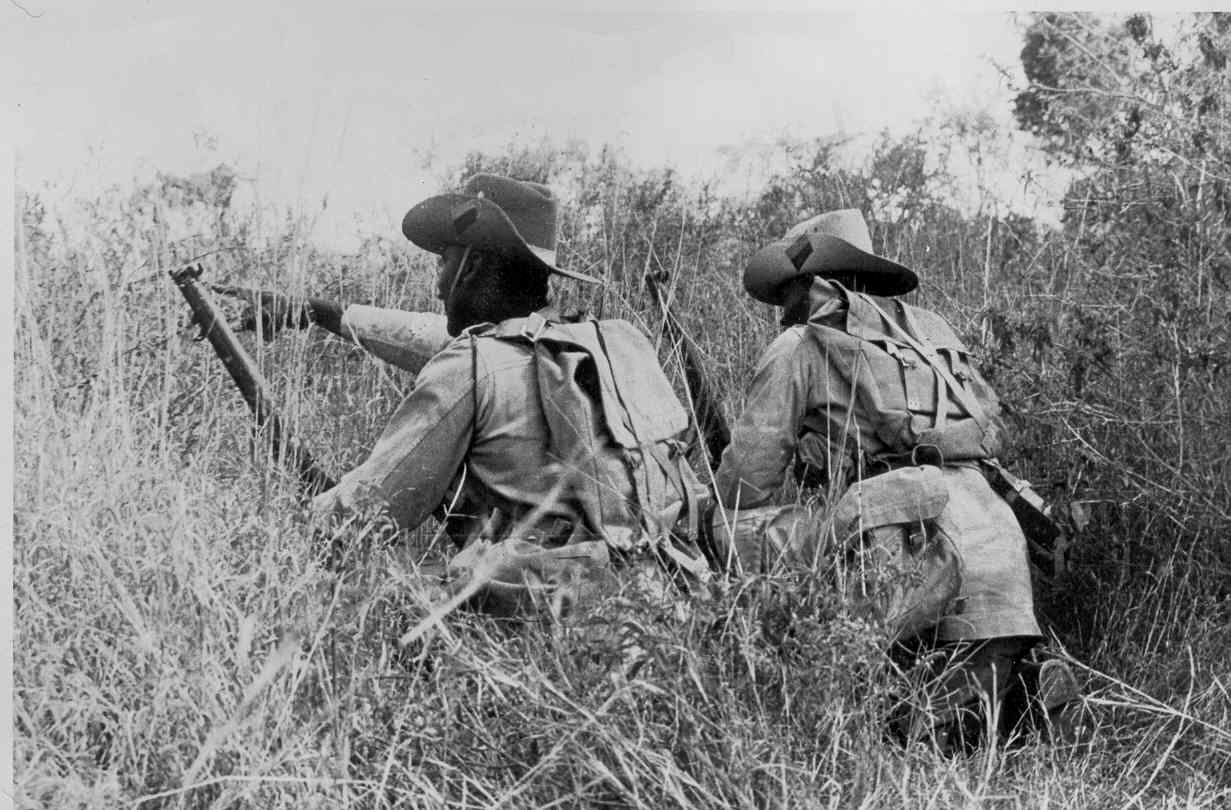
Soldats africains du King's African Rifles en formation au Kenya, en 1944.

Pendant la guerre, le Kenya fut une des sources les plus importantes de recrutement pour l'armée britannique en Afrique. Au cours de la guerre, 98 240 Kényans furent recrutés comme Askaris dans les King's African Rifles (KAR), représentant 30 % de l'effectif total de l’unité. La grande majorité des soldats venant du Kenya, dont la plupart étaient volontaires, étaient noirs, mais la politique de ségrégation raciale dans l'armée britannique signifiait qu'ils étaient commandés par des officiers et des sous-officiers blancs. Les Noirs ne pouvaient pas prétendre à un grade supérieur à celui de Warrant Officier (adjudant). Les soldats kényans servirent dans la campagne réussie d'Afrique de l'Est contre les Italiens, ainsi que lors de l'invasion de Madagascar, alors dirigée par le régime de Vichy, et la campagne de Birmanie contre les Japonais, aux côtés des troupes de l'Afrique occidentale. Les Kényans servirent également dans la Royal Navy et certains servirent individuellement également dans la Royal Air Force.
Nigel Gray Leakey, un sous-officier blanc dans les King's African Rifles du Kenya, reçut, à titre posthume, la croix de Victoria pour sa bravoure en Afrique orientale.
En 1942, l'ensemble de la flotte de l'Eastern Fleet britannique fut transféré au port Kilindini près de Mombasa au Kenya, après sa base à Colombo à Ceylan soit menacé par les Japonais. Le Bureau combiné de l’Extrême-Orient, un avant-poste du centre britannique de cryptanalyse de Bletchley Park, fut également déplacé dans une ancienne école, à Kilindini en 1942, où il travailla sur le décryptage des codes navals japonais.
Le Kenya donna également son nom à un croiseur britannique qui servit pendant la guerre, même s’il ne contribua pas directement à son équipage.

## Contribution économique
Le Kenya fut une source importante de produits agricoles pour l'Empire britannique, fournissant d'importantes quantités de thé et de tabac. Traditionnellement, les hautes terres du Kenya (où une grande partie de l'agriculture était centrée) étaient contrôlées par des fermiers blancs. Une demande accrue de produits agricoles pendant la guerre conduisit 200 000 travailleurs kényans à travailler sur des terres appartenant à des Blancs.

## Camps de détention
Un nombre important de soldats italiens capturés pendant la campagne d’Afrique de l'Est furent internés dans des camps au Kenya, où ils furent utilisés pour des projets d'infrastructure civile. Parmi les personnes détenues au Kenya se trouvait l'écrivain italien, Felice Benuzzi, qui tenta de s’échapper en 1943 par l'ascension du mont Kenya. Il se rendit à nouveau aux Britanniques. Il détailla son expérience dans son livre, Fuga sul Kenya (1947).

## Conséquences

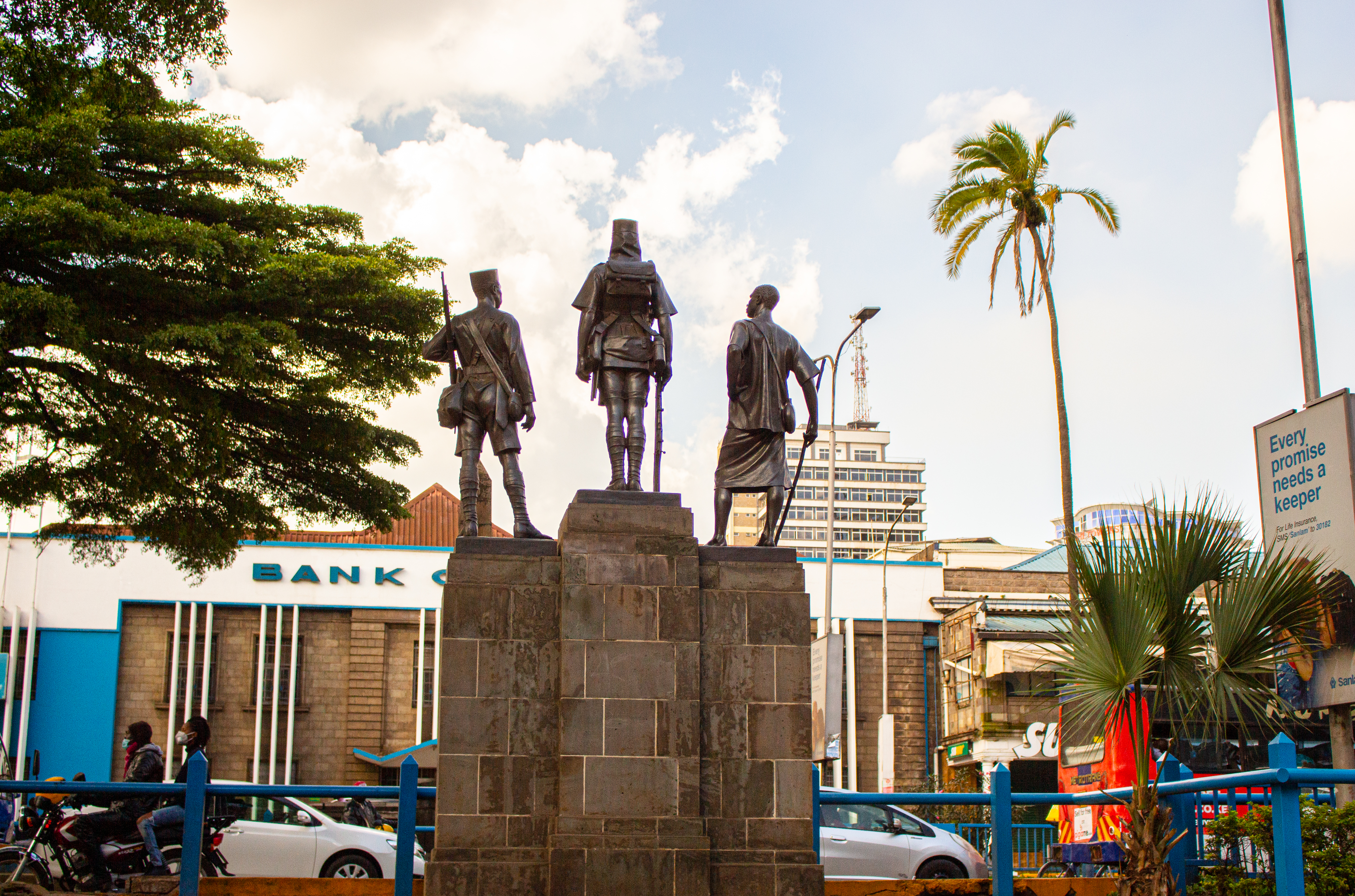
Monument Askari, à Nairobi, capitale du Kenya, en mémoire des africains, africaines, lors de la seconde guerre mondiale. Octobre 2020.

La mobilisation économique du Kenya pendant la guerre conduisit à un niveau sans précédent d'urbanisation dans le pays, faisant augmenter la population de Mombasa et Nairobi de 50 %.
Les soldats kényans qui rentraient chez eux après la guerre étaient beaucoup moins susceptibles d'accepter le même degré de racisme qui avait existé dans le pays avant la guerre. De retour, les soldats kényans se trouvèrent en concurrence avec des migrants indiens pour des emplois rares, et pas beaucoup mieux qu'avant la guerre.
Lorsque l'interdiction de l'activisme politique fut levée en 1944, le Kenya African Study Union (KASU) fut fondée en octobre 1944 comme un parti politique à l'échelle nationale pour faire campagne pour l'indépendance et la création d'un État multiethnique. Bien que quelques soldats kényans rejoignirent le parti lui-même, beaucoup étaient actifs dans le mouvement pro-indépendantiste qui culminera dans la révolte des Mau Mau en 1952.